# Girolamo Mercuriale
Girolamo Mercuriale vagy Mercuriali (latinul: Hieronymus Mercurialis; Forlì, 1530. szeptember 30. – Forlì, 1606. november 8.) itáliai reneszánsz orvos, filozófus.
Híres arról, hogy elméletileg elsőként fogalmazta meg a gimnasztika orvosi alapon történő alkalmazását; az övé az első értekezés a bőrbetegségekről és egy fontos munka, talán az első, amit valaha írtak a gyermekgyógyászatról.

## Élete

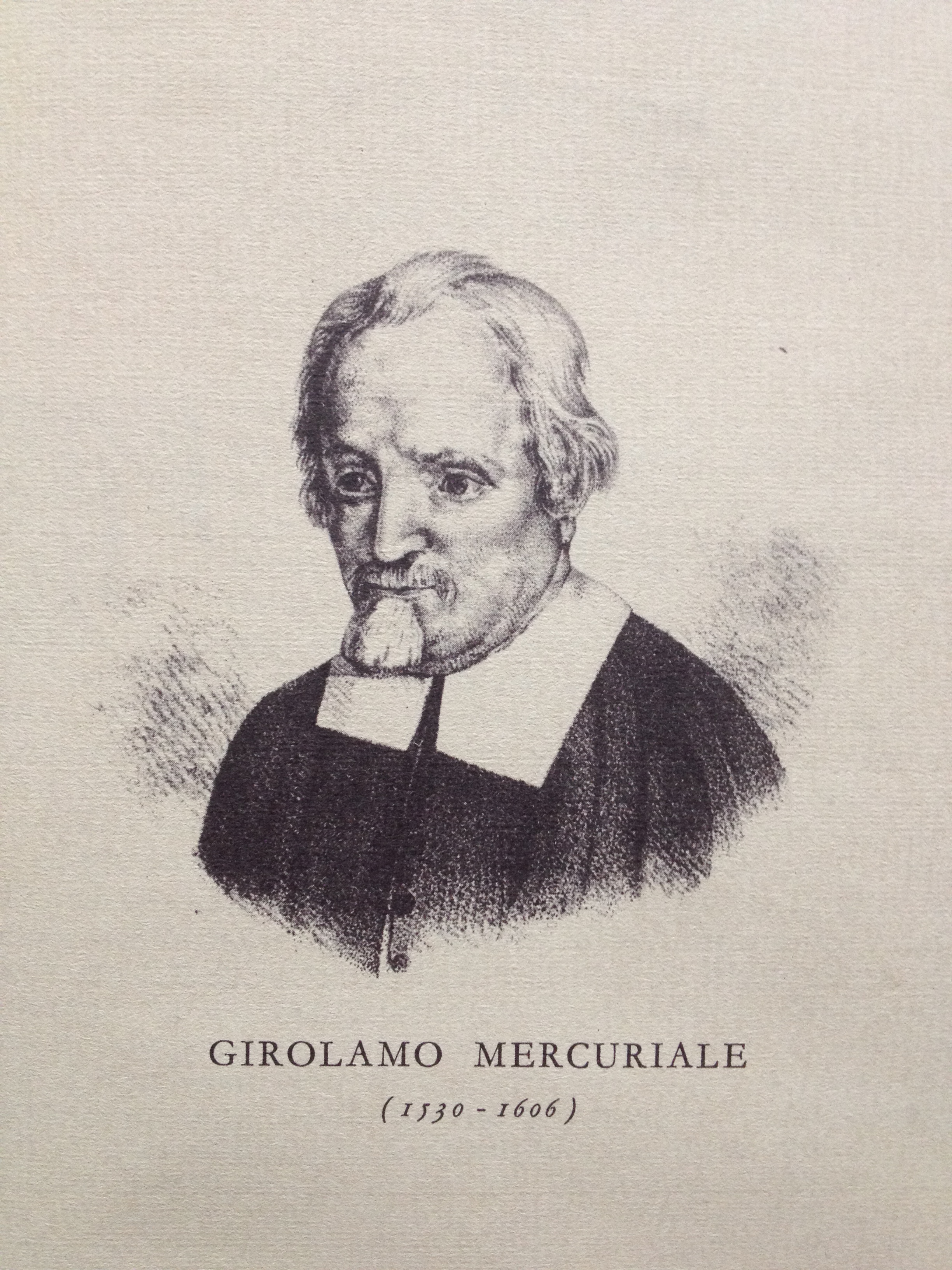
Girolamo Mercuriale portréja a " De arte gymnastica " olasz változatában

Miután a bolognai egyetemen orvoslást tanult, majd 1555-ben diplomát a Padovai Egyetemen szerzett, ahol személyesen találkozott Vettor Trincavella velencei orvossal, Alessandro Farnese nagybíborost követte Rómába. Hírneve miatt Forlì lakossága legátusnak küldte IV. Piusz pápához, ahol hét évig maradt. Úgy tűnik, itt írta meg híres értekezését a gimnasztikáról.
Ekkor a gyakorlati orvostudomány professzora volt mindkét egyetemen, ahol tanult. Különösen Padovában 1569 és 1587 között nagyon gyümölcsöző időszakot töltött el, amelynek során tizenkét könyvet írt, amelyek egy része a tanulók tanórákon készült feljegyzésein alapult. Ezután Pisába ment, ahol Ferdinando I de' Medici első orvosa lett, és klinikusként bizonyos hírnévnek örvendhetett. Korának más fontos személyiségeit is felnevezte, köztük II. Miksa császárt, aki lovaggá és gróf nádorrá tette. Említést érdemel egy híres epizód, amelyben Mercurialét 1576. június 7-én a hatóságok Velencébe idézték sok más illusztris orvossal együtt, akiket a várost sújtó titokzatos járvány megfejtésére kértek fel. Mercuriale a kezdetektől kizárta a pestist, mivel a lakosságnak csak minimális része betegedett meg, a fertőzés továbbra is nagyon korlátozott maradt (3691 haláleset 1575 augusztusától 1576 februárjáig), és a fertőzöttek szinte mind szegények és alultápláltak voltak ("majdnem minden szegény, rosszul táplált és kormányzott ember. Én biztosan soha nem nevezném pestisnek"). Egy hét elteltével azonban a betegség lenyűgöző fordulatot vett (az év végére elérte az ötvenezer halálos áldozatot), beleértve az orvos néhány családtagját is. Három nappal később, június 10-én a Maggior Consiglio – körültekintően tagjainak csak egyharmadával találkozva – a város gazdaságát veszélyeztető túlzott riadalom elkerülése érdekében a haláleseteket egyszerű „rosszindulatú láznak”, és nem a pestisnek tulajdonította, ellentétben az egészségügyi felügyelők véleményére, akik alternatívaként karantént, lazaretet és a pestis által érintettek otthonainak elkülönítését szorgalmazták. Meglepő módon azonban ennek az eseménynek nem volt komoly következménye Mercuriale pályafutására, aki 1577-ben a pestisről tartott előadásai során továbbra is védte álláspontját a szerencsétlen velencei esettel kapcsolatban.
1598-ban a Forlì San Mercuriale apátságban felújíttatta a kápolnát, családi kápolnává alakítva, azóta "Mercuriali-kápolnának" nevezik, ahol őt magát is eltemették. Girolamo a San Mercuriale-i szerzetesekre hagyta könyvtárát, feltéve, hogy vállalják, hogy heti három órát tartanak fizikából és logikából. Miután megkapták a könyveket, a szerzetesek nyilvános könyvtárat nyitottak, hogy megóvják és mindenki számára hozzáférhetővé tegyék őket.
1906-ban Girolamo Mercuriali megünneplésére és emlékére egy emléktáblát szereltek fel a kápolnában, amely ma is megvan, a következő szavakkal: Ez a márvány arra emlékezteti az utókort, hogy a forlì katolikusok 1906. november 11-én, GIROLAMO MERCURIALI-ra emlékezve a sírjánál, megerősítették. a tudomány és a hit évszázadok során örökké tartó egyesülése.

## Művei

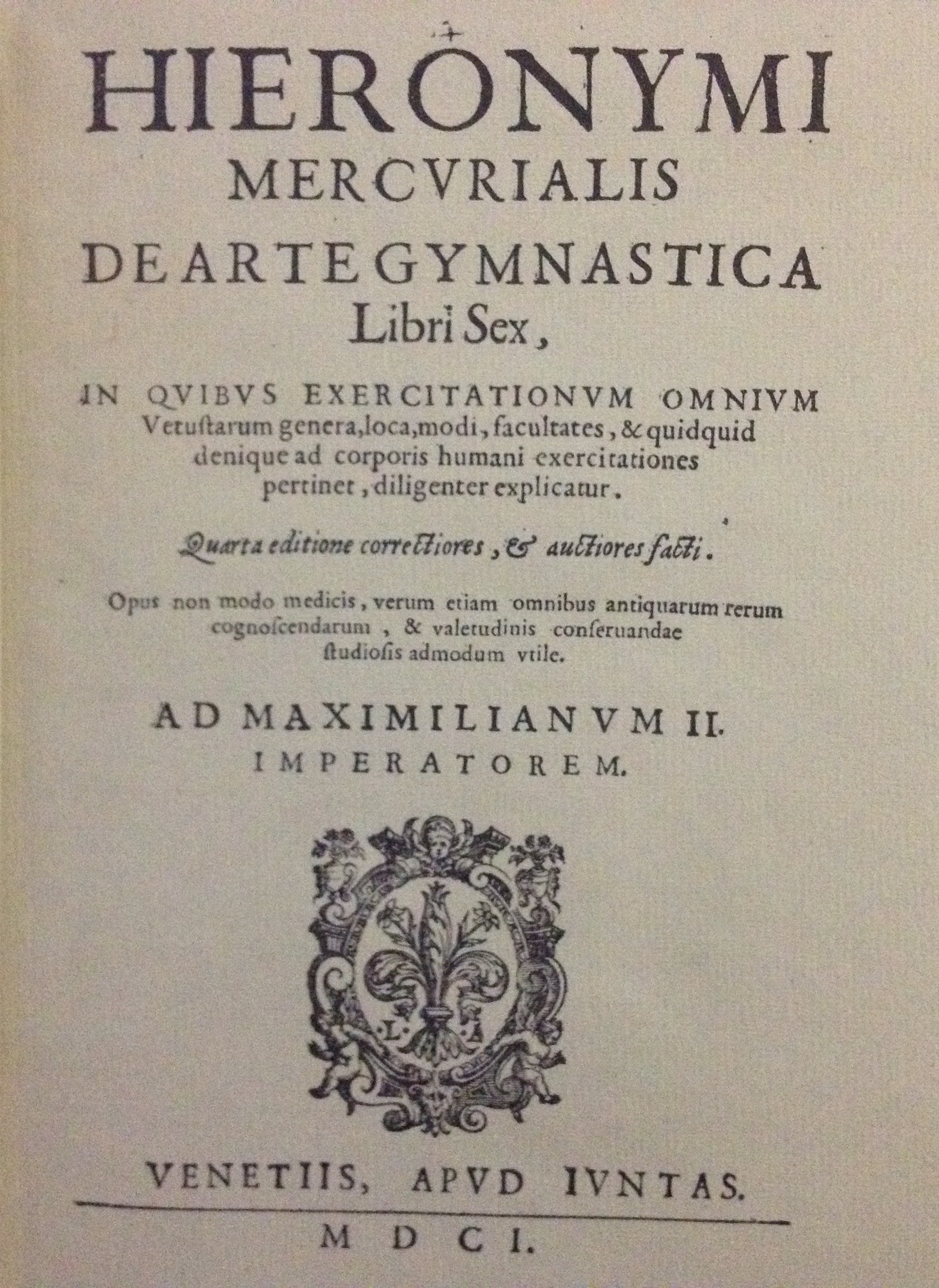
A De arte gymnastica címlapja

De morbis muliebribus

A hippokratészi munkák szerelmese (Censura et dispositio operum Hippocratis, 1583, amelyben kritikusan tárgyalta az orvos műveit), ő volt a De arte gymnastica (1569) szerzője, az első modern mű, amely tudományosan foglalkozik a testnevelés kapcsolatával. és egészségügy, hanem a gimnasztikai tevékenység történetéről szóló szöveg is. Az eredeti téma mellett gyermekgyógyászatról, balneoterápiáról, bőrbetegségekről és toxikológiáról írt műveket. Számos olasz és külföldi tanítványa közül kiemelkedik a svájci Gaspard Bauhin.
Néhány további munkája:
- De morbis cutaneis, az első értekezés a bőrbetegségekről
- De morbis puerorum
- De kompozicione medicamentorum
- De morbis muliebribus (1601)
- De venenis et morbis venenosis
- De dekoráció
- De morbis ocularum et aurium
- Nomothelasmus seu ratio lactandi infantes

## Bibliográfia
- (EN) Geronimo Mercuriali, in Catholic Encyclopedia, New York, Encyclopedia Press, 1913
- (latin)De Hieronymi Mercuriale vita et scriptis Victorius Ciarrocchi, Latinitas - Opus Fundatum in Civitate Vaticana. Sito ufficiale della Santa Sede
- Dizionario Biografico della Storia della Medicina e delle Scienze Naturali (Liber Amicorum), Roy Porter (a cura di), The Wellcome Institute for the History of Medicine, London
- Dictionary of medical biography; Volume 4, M-R, W.F. Bynum and Helen Bynum, Greenwood press, London
- Parte di questo testo proviene dalla relativa voce del progetto Mille anni di scienza in Italia, pubblicata sotto licenza Creative Commons CC-BY-3.0, opera del Museo Galileo - Istituto e Museo di Storia della Scienza (home page)